# Streganzer Berg
Streganzer Berg este o arie protejată (arie specială de conservare — SAC, sit de importanță comunitară — SCI) din Germania întinsă pe o suprafață de 159,33 ha, integral pe uscat.

## Localizare
Centrul sitului Streganzer Berg este situat la coordonatele 52°11′27″N 13°48′57″E / 52.1908°N 13.8158°E.

## Înființare
Situl Streganzer Berg a fost declarat sit de importanță comunitară în septembrie 2000 pentru a proteja un număr necunoscut de specii din flora spontană și fauna sălbatică aflate în arealul zonei. Situl a fost protejat și ca arie specială de conservare în decembrie 2016.

## Biodiversitate
Situată în ecoregiunea continentală, aria protejată conține 3 habitate naturale: Pajiști uscate europene, Pajiști calcaroase din nisipuri xerice, Păduri de pin din stepa sarmatică.
La baza desemnării sitului se află un număr nedeclarat de specii protejate.
Pe lângă speciile protejate, pe teritoriul sitului au mai fost identificate 12 specii de plante, 1 specie de reptile.